# Лазерный целеуказатель
Лазерный целеуказатель (ЛЦУ) или Лазерный прицел — портативное устройство, генерирующее лазерное излучение в видимом или инфракрасном диапазоне спектра. Используется для ускорения и облегчения прицеливания на коротких и средних дистанциях стрельбы.
Лазерный луч формирует на цели яркую точку, соответствующую месту попадания пули, как если бы та двигалась прямолинейно, а не по баллистической траектории. Как правило, на коротких дистанциях (~25 м для пистолетных пуль и ~100 м для автоматных/винтовочных) траектория движения пули практически не изменяется действием гравитации, что позволяет с достаточно малой погрешностью (с учётом параллакса) приравнять место нахождения создаваемой ЛЦУ светящейся точки к месту попадания пули. При этом с ростом расстояния происходит линейное рассеяние света от луча, что ещё больше ограничивает применение ЛЦУ на дальних дистанциях. 
Кроме огнестрельного оружия, лазерный целеуказатель может также устанавливаться на арбалеты.

## Устройство
В большинстве случаев лазерный целеуказатель изготавливается на основе лазерного диода, который излучает в диапазоне 405 нм (фиолетовый, очень редко) или 635—670 нм (красный). Из-за технических особенностей данного типа излучателя наиболее часто используется лазерный луч красного цвета. Инфракрасные целеуказатели используют лазерные диоды длины волн 780, 808 и 850 нм (такие лазерные целеуказатели используют совместно со специальными прицелами, зачастую на основе приборов ночного видения). Излучение лазерного диода фокусируется в узкий луч за счёт двояковыпуклой линзы. Для производства лучей зелёного цвета используют несколько отличающуюся систему DPSS (твердотельный лазер с диодной накачкой с длиной волны 532 нм), увеличивающую массу и стоимость лазерного целеуказателя (но при этом обладающим серьёзным преимуществом: чувствительность глаза человека к зелёному цвету гораздо лучше, и при одинаковой мощности излучателя зелёное пятно видно лучше и дальше).
Кроме собственно лазера и источника питания, в состав лазерного целеуказателя входит специальное крепление, иногда позволяющее снимать и ставить ЛЦУ без потери точности установки. Оно должно также сохранять точную позицию лазерного целеуказателя при изменении температуры и влажности. Обычно также имеется механизм точной корректировки луча (характерные «трещотки», как на оптических прицелах). Ещё одно важное требование — лазерный целеуказатель должен выдерживать импульс отдачи оружия, для которого он предназначен.

## Использование для наведения ракет и бомб
Термин также может обозначать часть системы лазерного наведения, облучающую цель. При этом, как правило, используется инфракрасный лазер с модулированным излучением. Его точку видит оператор оружия посредством специального электронно-оптического преобразователя. Кроме того, на эту точку наводится датчик в головной части ракеты или бомбы. Такое устройство редко называют «ЛЦУ», поскольку это уже составная часть системы управления огнём.

## Галерея

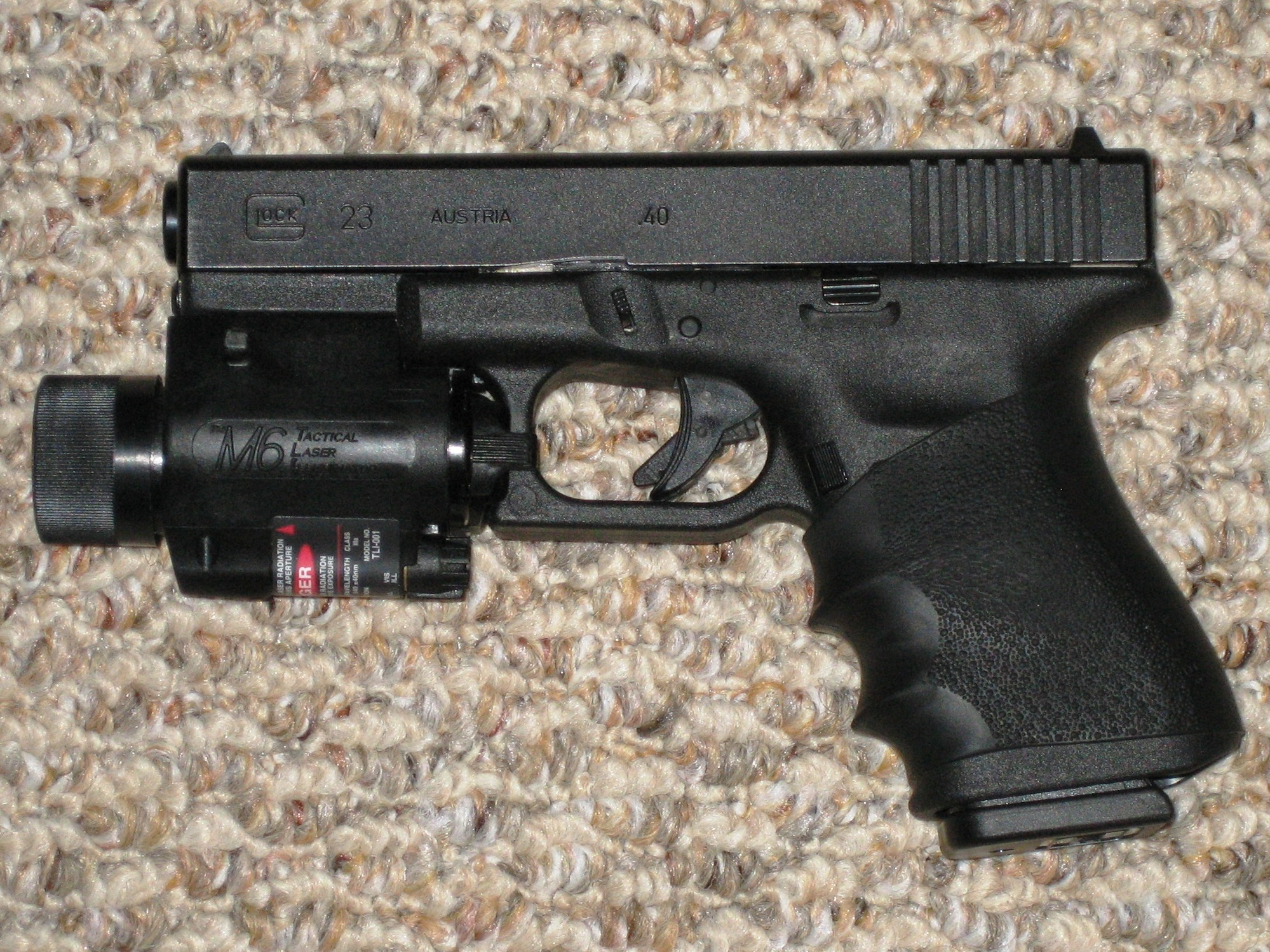
Пистолет Glock 23 с присоединёнными тактическим фонарём и лазерным целеуказателем
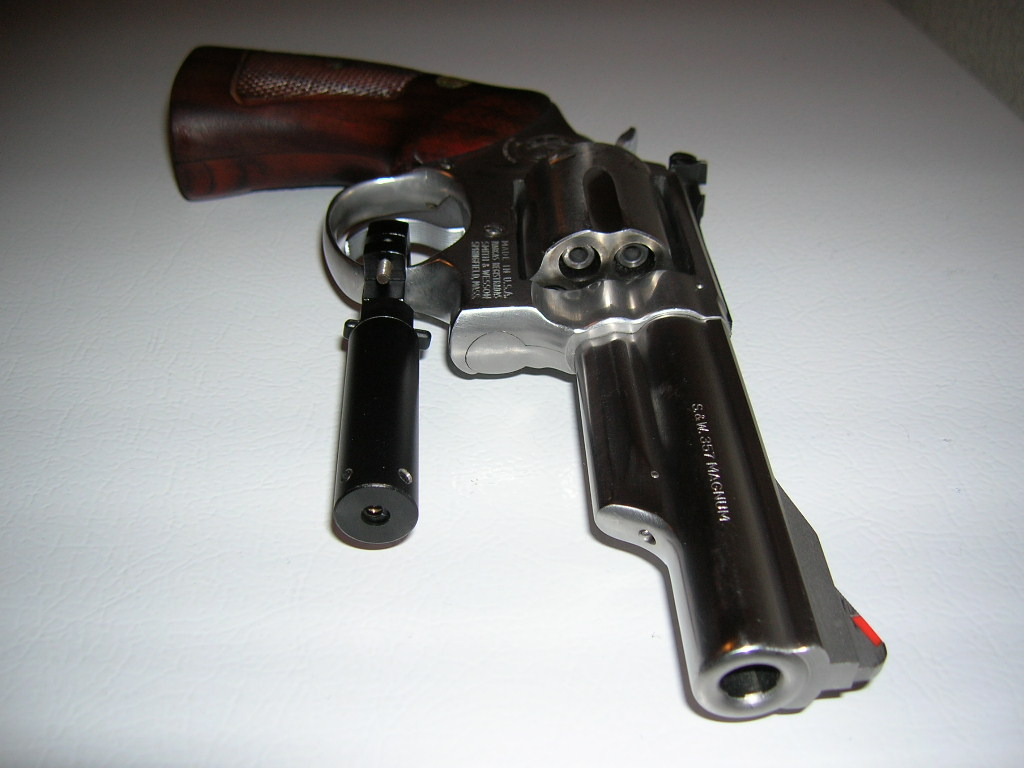
Револьвер, оснащённый лазерным целеуказателем